# Trynidad i Tobago na Letnich Igrzyskach Olimpijskich 2020
Trynidad i Tobago na Letnich Igrzyskach Olimpijskich 2020 reprezentowało 25 zawodników : 15 mężczyzn i 10 kobiet. Był to 18 start reprezentacji Trynidadu i Tobago na letnich igrzyskach olimpijskich.

## Skład kadry

### Boks
| Zawodnik     | Konkurencja           | 1/16             | 1/8              | Ćwierćfinał      | Półfinał         | Finał            | Finał   | Źródło |
| Zawodnik     | Konkurencja           | Przeciwnik Wynik | Przeciwnik Wynik | Przeciwnik Wynik | Przeciwnik Wynik | Przeciwnik Wynik | Miejsce | Źródło |
| ------------ | --------------------- | ---------------- | ---------------- | ---------------- | ---------------- | ---------------- | ------- | ------ |
| Aaron Prince | waga średnia mężczyzn | Csemez P 0-4     | NQ               | NQ               | NQ               | NQ               | 17.     | [ 3 ]  |

### Judo
| Zawodnik       | Konkurencja | 1/16                | 1/8                 | Ćwierćfinał         | Półfinał            | Repasaże            | Finał / 3.miejsce   | Finał / 3.miejsce | Źródła |
| Zawodnik       | Konkurencja | Przeciwniczka Wynik | Przeciwniczka Wynik | Przeciwniczka Wynik | Przeciwniczka Wynik | Przeciwniczka Wynik | Przeciwniczka Wynik | Pozycja           | Źródła |
| -------------- | ----------- | ------------------- | ------------------- | ------------------- | ------------------- | ------------------- | ------------------- | ----------------- | ------ |
| Gabriella Wood | -78 kg (k)  | Słucka P 00-10      | NQ                  | NQ                  | NQ                  | NQ                  | NQ                  | 17.               | [ 4 ]  |

### Kolarstwo

#### Kolarstwo szosowe
| Zawodnik        | Konkurencja                    | Czas | Pozycja | Źródło |
| --------------- | ------------------------------ | ---- | ------- | ------ |
| Teniel Campbell | wyścig ze startu wspólnego (k) | DNF  | DNF     | [ 5 ]  |

#### Kolarstwo torowe
Sprint
| Zawodnik      | Konkurencja       | Kwalifikacje  | Kwalifikacje    | Runda 1          | Repasaże 1 Runda | Runda 2         | Repasaże 2 Runda | Runda 3         | Repasaże 3 Runda | Ćwierćfinały    | Półfinały       | Finał                    | Finał   | Źródło |
| Zawodnik      | Konkurencja       | Czas Prędkość | Przeciwnik Czas | Pozycja          | Przeciwnik Czas  | Przeciwnik Czas | Przeciwnik Czas  | Przeciwnik Czas | Przeciwnik Czas  | Przeciwnik Czas | Przeciwnik Czas | Przeciwnik Czas          | Pozycja | Źródło |
| ------------- | ----------------- | ------------- | --------------- | ---------------- | ---------------- | --------------- | ---------------- | --------------- | ---------------- | --------------- | --------------- | ------------------------ | ------- | ------ |
| Nicholas Paul | indywidualnie (m) | 9,316 77,286  | 4.              | Richardson 9,824 | N/A              | Awang 9,798     | N/A              | Wakimoto 10,091 | N/A              | Dmitrijew 1-2   | NQ              | Levy Vigier Kenny 10,031 | 6.      | [ 6 ]  |
| Kwesi Browne  | indywidualnie (m) | 9,966 72,246  | 30.             | NQ               | NQ               | NQ              | NQ               | NQ              | NQ               | NQ              | NQ              | NQ                       | 30.     | [ 6 ]  |

Keirin
| Zawodnik      | Konkurencja | Runda 1 | Repesaż | Ćwierćfinał | Półfinał | Finał   | Pozycja | Źródło |
| Zawodnik      | Konkurencja | Miejsce | Miejsce | Miejsce     | Miejsce  | Miejsce | Pozycja | Źródło |
| ------------- | ----------- | ------- | ------- | ----------- | -------- | ------- | ------- | ------ |
| Kwesi Browne  | mężczyźni   | 3.      | 1.      | 3.          | 5.       | 3.      | 9.      | [ 6 ]  |
| Nicholas Paul | mężczyźni   | 2.      | N/A     | 1.          | DSQ      | NQ      | 12.     | [ 6 ]  |

### Lekkoatletyka
Konkurencje biegowe
| Zawodnik                                                         | Konkurencja            | Eliminacje | Eliminacje | Półfinał | Półfinał | Finał   | Finał   | Źródło |
| Zawodnik                                                         | Konkurencja            | Wynik      | Miejsce    | Wynik    | Miejsce  | Wynik   | Miejsce | Źródło |
| ---------------------------------------------------------------- | ---------------------- | ---------- | ---------- | -------- | -------- | ------- | ------- | ------ |
| Jereem Richards                                                  | 200 m (m)              | 20,52      | 1.         | 20,10    | 3.       | 20,39   | 8.      | [ 7 ]  |
| Kyle Greaux                                                      | 200 m (m)              | 20,77      | 4.         | NQ       | NQ       | NQ      | NQ      | [ 7 ]  |
| Dwight St. Hillaire                                              | 400 m (m)              | 45,41      | 4.         | 45,58    | 7.       | NQ      | NQ      | [ 8 ]  |
| Deon Lendore                                                     | 400 m (m)              | 45,14      | 2.         | 44,93    | 4.       | NQ      | NQ      | [ 8 ]  |
| Machel Cedenio                                                   | 400 m (m)              | 45,56      | 3.         | 45,86    | 6.       | NQ      | NQ      | [ 8 ]  |
| Kion Benjamin Eric Harrison Jr. Akanni Hislop Richard Thompson   | sztafeta 4 × 100 m (m) | 38,63      | 5.         | N/A      | N/A      | NQ      | NQ      | [ 9 ]  |
| Deon Lendore Jereem Richards Machel Cedenio Dwight St. Hillaire  | sztafeta 4 × 400 m (m) | 2:58,60    | 3.         | N/A      | N/A      | 3:00,85 | 8.      | [ 10 ] |
| Kelly-Ann Baptiste                                               | 100 m (k)              | 11,48      | 6.         | NQ       | NQ       | NQ      | NQ      | [ 11 ] |
| Michelle-Lee Ahye                                                | 100 m (k)              | 11,06      | 1.         | 11,00    | 3.       | NQ      | NQ      | [ 11 ] |
| Sparkle McKnight                                                 | 400 m przez płotki(k)  | DNS        | DNS        | DNS      | DNS      | DNS     | DNS     | [ 12 ] |
| Khalifa St. Fort Michelle-Lee Ahye Kai Selvon Kelly-Ann Baptiste | sztafeta 4 × 100 m (k) | 43,62      | 8.         | N/A      | N/A      | NQ      | NQ      | [ 13 ] |

Konkurencje techniczne
| Zawodnik         | Konkurencja        | Kwalifikacje | Kwalifikacje | Finał | Finał   | Źródło |
| Zawodnik         | Konkurencja        | Wynik        | Miejsce      | Wynik | Miejsce | Źródło |
| ---------------- | ------------------ | ------------ | ------------ | ----- | ------- | ------ |
| Andwuelle Wright | skok w dal (m)     | DNS          | DNS          | DNS   | DNS     | [ 14 ] |
| Keshorn Walcott  | rzut oszczepem (m) | 79,33        | 16.          | NQ    | NQ      | [ 15 ] |
| Portious Warren  | pchnięcie kulą (k) | 18,75        | 9.           | 18,32 | 11.     | [ 16 ] |
| Tyra Gittens     | skok w dal (k)     | 6,72         | 9.           | 6,60  | 10.     | [ 17 ] |

### Pływanie
| Zawodnik          | Konkurencja           | Eliminacje | Eliminacje | Półfinał | Półfinał | Finał | Finał   | Źródło |
| Zawodnik          | Konkurencja           | Czas       | Miejsce    | Czas     | Miejsce  | Czas  | Miejsce | Źródło |
| ----------------- | --------------------- | ---------- | ---------- | -------- | -------- | ----- | ------- | ------ |
| Dylan Carter      | 50 m dowolnym (m)     | 22,46      | 33.        | NQ       | NQ       | NQ    | NQ      | [ 18 ] |
| Dylan Carter      | 100 m dowolnym (m)    | 48,66      | 22.        | NQ       | NQ       | NQ    | NQ      | [ 19 ] |
| Dylan Carter      | 100 m grzbietowym (m) | 54,82      | 32.        | NQ       | NQ       | NQ    | NQ      | [ 20 ] |
| Dylan Carter      | 100 m motylkowym (m)  | 52,36      | 33.        | NQ       | NQ       | NQ    | NQ      | [ 21 ] |
| Cherelle Thompson | 50 m dowolnym (k)     | 26,19      | 41.        | NQ       | NQ       | NQ    | NQ      | [ 22 ] |

### Wioślarstwo
| Zawodnik          | Konkurencja | Eliminacje | Eliminacje | Repasaż | Repasaż | Ćwierćfinały | Ćwierćfinały | Półfinały | Półfinały       | Finał   | Finał      | Miejsce | Źródło |
| Zawodnik          | Konkurencja | Czas       | M.         | Czas    | M.      | Czas         | M.           | Czas      | M.              | Czas    | M.         | Miejsce | Źródło |
| ----------------- | ----------- | ---------- | ---------- | ------- | ------- | ------------ | ------------ | --------- | --------------- | ------- | ---------- | ------- | ------ |
| Felice Aisha Chow | W1x         | 8:02,02    | 4.         | 8:15,94 | 1.      | 8:21,23      | 5.           | 7:45,14   | 4. Półfinał C/D | 7:48,06 | 1. Finał D | 19.     | [ 23 ] |

### Żeglarstwo
| Zawodnik     | Konkurencja | Wyścig | Wyścig | Wyścig | Wyścig | Wyścig | Wyścig | Wyścig | Wyścig | Wyścig | Wyścig | Wyścig | Wyścig | Wyścig | Punkty | Finałowa pozycja | Źródło |
| Zawodnik     | Konkurencja | 1      | 2      | 3      | 4      | 5      | 6      | 7      | 8      | 9      | 10     | 11     | 12     | M*     | Punkty | Finałowa pozycja | Źródło |
| ------------ | ----------- | ------ | ------ | ------ | ------ | ------ | ------ | ------ | ------ | ------ | ------ | ------ | ------ | ------ | ------ | ---------------- | ------ |
| Andrew Lewis | Laser       | 23     | 29     | 27     | 31     | 30     | 15     | 23     | 24     | 25     | 7      | N/A    | N/A    | NQ     | 203    | 29.              | [ 24 ] |

M – Wyścig medalowy